# Eckhard Ruthemeyer
Eckhard Ruthemeyer (* 19. November 1960 in Hagen am Teutoburger Wald) ist ein deutscher Politiker (CDU). Er ist seit 1999 hauptamtlicher Bürgermeister der westfälischen Kreisstadt Soest.

## Leben
Aufgewachsen ist Eckhard Ruthemeyer in Georgsmarienhütte. Er studierte Rechtswissenschaft an der Westfälischen Wilhelms-Universität Münster und promovierte 1994 mit dem Thema Grundlagen und Grenzen der kommunalrechtlichen Eilentscheidungskompetenz in Niedersachsen. Er ist verheiratet und hat drei Söhne.

## Werdegang

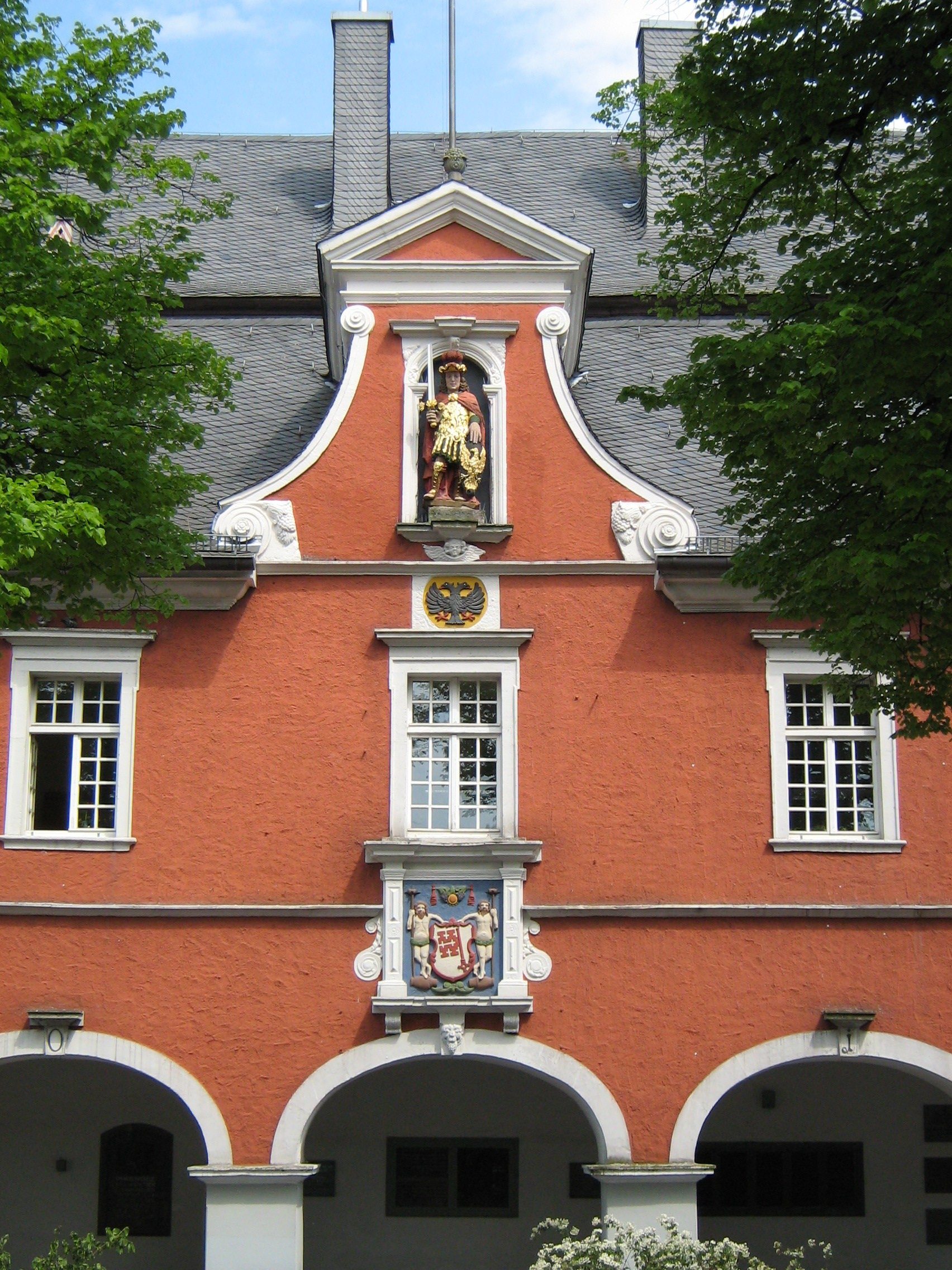
Rathaus Soest (2008)

In Georgsmarienhütte war Ruthemeyer von 1986 bis 1990 Mitglied des Gemeinderats und von 1990 bis 1996 war er in Wolfsburg tätig, wo er Amtsleiter der Kämmerei war. Ab 1996 war er Erster Beigeordneter und Stadtkämmerer in Soest. Am 12. September 1999 wurde er als Nachfolger von Peter Brüseke in Direktwahl mit 52,9 Prozent der gültigen Stimmen zum ersten hauptamtlichen Bürgermeister der Stadt Soest gewählt. Auch bei der nächsten Bürgermeisterwahl 2004 konnte er sich durchsetzen, allerdings erst nach Stichwahl, die er gegen den SPD-Kandidaten Heinz Rethage mit 59,3 Prozent der gültigen Stimmen gewann. Bei der Bürgermeisterwahl 2009 wurde er mit 55,6 Prozent der gültigen Stimmen wiedergewählt, bei der Bürgermeisterwahl 2014 nach Stichwahl mit 51,85 Prozent der gültigen Stimmen. Bei der Bürgermeisterwahl 2020 erhielt er 48,92 Prozent der gültigen Stimmen im ersten Wahlgang und 56,15 Prozent der Stimmen gegen die grüne Kandidatin in der Stichwahl.

## Engagement
Er ist Vorsitzender der Kommunalen Betriebe Soest (AöR), der Kreis-, Wohnungs- und Siedlungsgenossenschaft Soest (KWS), des Investitionsausschusses des Lippeverbands und des Kuratoriums der Soester Wiesenkirche.
Eckhard Ruthemeyer ist beziehungsweise war unter anderem Mitglied des Kuratoriums der Fachhochschule Südwestfalen, des Kommunalen Beirats des Trinkwasserversorgungsunternehmens Gelsenwasser, des Beirates der NRW.Bank, des Verwaltungsrates der Provinzial NordWest (dort auch Aufsichtsratsvorsitzender), des Regionalen Ausschusses und des Aufsichtsrats des Strukturförderungsprogramms Regionale 2013, des Kuratoriums des Dombauvereins des St.-Patrokli-Doms, des Verbandsversammlungsrats und der Verbandsversammlung des Sparkassenverbands Westfalen-Lippe, des Kuratoriums des Zentralinstituts Islam-Archiv Deutschland. sowie des Stiftungsrates der Nordrhein-Westfalen-Stiftung Naturschutz, Heimat- und Kulturpflege (NRW-Stiftung).
Eckhard Ruthemeyer gehört seit April 2005 dem Präsidium des Städte- und Gemeindebunds Nordrhein-Westfalen an, seit 2008 im Wechsel mit Roland Schäfer Präsident und 1. Vizepräsident des Bundes. Beim Deutschen Städte- und Gemeindebund ist er Mitglied des Präsidiums und des Hauptausschusses.
Auf Vorschlag des Deutschen Städte- und Gemeindebundes ist er Delegierter des Europäischen Ausschusses der Regionen.